# Inițiativa de Cooperare în Sud-Estul Europei
     membri
     observatori

Statele membre SECI
membri
observatori

Inițiativa de Cooperare în Sud-Estul Europei (în engleză: Southeast European Cooperative Initiative (SECI)) este o organizație transnațională cu sediul în București care are ca scop cooperarea în combaterea infracționalității.
Centrul SECI de la București este singurul instrument regional care contribuie direct la sprijinirea eforturilor instituțiilor de aplicare a legii din Sud-Estul Europei pentru combaterea criminalității transfrontaliere.
Centrul reunește 13 state - Albania, Bosnia și Herțegovina, Bulgaria, Croația, Grecia, Macedonia de Nord, Republica Moldova, Muntenegru, România, Serbia, Slovenia, Turcia și Ungaria, iar în cadrul acestuia funcționează opt grupuri specializate de lucru pentru: combaterea traficului de droguri; combaterea traficului de ființe umane; combaterea fraudei financiare și informatice; combaterea traficului de mașini furate; combaterea contrabandei; combaterea terorismului; asigurarea securității containerelor; combaterea infracționalității în legătură cu mediul și natura.

## Centrul Regional pentru Combaterea[1]Infracționalității Transfrontaliere
La reuniunea Comitetului de Agendă al Inițiativei de Cooperare în Sud-Estul Europei (Southeast European Cooperative Initiative - SECI) din 15 aprilie 1998, România a propus înființarea la București a unui Centru Regional pentru Combaterea Infracționalității Transfrontaliere.
La 26 mai 1999 s-a semnat la București Acordul de cooperare pentru prevenirea și combaterea infracționalității transfrontaliere, având ca parte integrantă Carta de organizare și funcționare a Centrului Regional SECI.
Acordul a intrat în vigoare la 1 februarie 2000.
În iulie 2000, la București, a fost negociat Acordul de sediu (tratat bilateral) cu Centrul SECI privind statutul juridic, regimul oficialilor și delegațiilor la reuniuni, precum și sprijinul acordat de România.
Documentul a fost semnat în octombrie 2000.
În prezent, 36 de state și organizații internaționale cooperează în soluționarea problemelor cu incidență asupra domeniilor polițienesc și vamal, în Europa de Sud-Est.
Centrul se bucură de sprijin financiar și din partea SUA pentru operațiunile și activitățile de pregătire profesională în domeniul traficului de ființe umane, drogurilor și falsului de monedă.